# Yann Le Meur
Ne doit pas être confondu avec Yann Lemeur, joueur de rugby à XV.
Pour les articles homonymes, voir Le Meur.
Yann Le Meur, né en 1956 et natif de Châteauneuf-du-Faou, est président directeur général de la société Ressources consultants finances, enseignant à la faculté des sciences économiques de Rennes 1, musicien et auteur français.

## Biographie
Yann Le Meur est né le 12 juillet 1956 à Brest mais natif de Châteauneuf-du-Faou dans le Centre Finistère. Son grand-père paternel était un champion de gavotte. Son père, Georges Le Meur, était maire de Châteauneuf-du-Faou de 1965 à 1989, membre du MOB et du CELIB et l’un des artisans de la renaissance du fest-noz. 
Après des études d’économie publique à la faculté des sciences économiques de Rennes-1, Yann Le Meur est recruté entre 1982 et 1987, en tant qu’ingénieur économiste à la Caisse des dépôts et consignations.
Depuis 1996, il enseigne à la Faculté de sciences économiques de Rennes 1, comme chargé d’enseignement ou professeur associé. Ses cours se rattachent au domaine de l’économie publique et portent notamment sur le diagnostic financier local, la prospective financière et le système financier local. Il devient le spécialiste en France des finances locales. Chaque année, il dispense un cours public, très suivi, sur l’actualité des finances locales à la faculté des sciences économiques de Rennes I.

### Carrière
En 1989, il s'installe à Montpellier et crée un bureau d'études au sein de la société d’informatique et d’aide à la gestion Siage. Il conçoit en 1990 le « modèle » Regards de simulation et d’aide à la décision financière locale dont le logiciel est aujourd’hui commercialisé par la société qu'il dirige. La troisième version du logiciel, Regards3, complètement refondue, est sortie en 2012 et près de 400 grandes collectivités françaises s'en sont équipées. En 1991, il crée notamment avec Éric Julla à Montpellier la société anonyme Ressources Consultants Finances dont il est le PDG. La société (40 personnes), installée à Rennes, Paris et Toulouse, regroupe un pôle conseil, avec des experts en Finances locales, et un pôle ingénierie informatique développant les logiciels d’analyse et d’aide à la décision. 
En 2005, 2006, 2014, 2015 et 2016, la société Ressources Consultants Finances a été chargée par l’Assemblée des Départements de France et l’Association des Régions de France de produire plusieurs rapports de recherche sur de nouveaux systèmes de péréquation financière territoriale ou sur les dispositifs de compensation de charges transférées. L’équipe s’est vu confier en 2016 par les assemblées parlementaires un travail de recherche sur les modalités d’une réforme efficiente de la Dotation globale de fonctionnement (DGF). Elle a produit également des rapports de recherche ou d'expertise sur le système financier intercommunal et s’est beaucoup investie dans les montages financiers intercommunaux. Yann Le Meur a coécrit avec Alain Guengant, directeur de recherche au CNRS et éminent spécialiste des finances locales, les ouvrages intitulés : Optimiser les finances publiques locales – Analyse et prospective, publié en 2009 et Comprendre les finances publiques locales, publié en octobre 2013. Une nouvelle édition, enrichie, est parue en 2015 (aux éditions du Moniteur). 
Le sénateur du Finistère François Marc estime que la dotation communale insulaire de 4 millions d’euros inscrite en loi de finances 2017 l’a été grâce à l’engagement des « élus iliens et leur conseiller Yann Le Meur », lequel a réalisé une étude analysant et mettant en évidence les surcoûts territoriaux liés à l’insularité.
Yann Le Meur s’est également impliqué dans un combat pour la mise à disposition par la direction générale des collectivités locales (DGCL) des données publiques permettant de calculer le montant des dotations aux collectivités. Décentralisateur, il s’indigne dans un article de la Gazette des communes de 2014 : « Rien ne peut justifier que l’on prive les collectivités d’une information aussi précieuse ». En 2017, puis en 2018, il dénonce encore le « scandale que constitue l’organisation de l’opacité du système redistributif » par l’État qui a cessé de fournir les éléments de compréhension et d’analyse des dotations aux collectivités locales. Il publie alors une « supplique en faveur d’une diffusion des données publiques indispensable à la bonne gestion locale » qui semble avoir porté ses fruits puisque la base de données a été mise en ligne en juin 2018. Plus généralement, Yann Le Meur considère qu’Emmanuel Macron donne « des signes clairs de jacobinisme » en « [imposant] aux collectivités un contrôle accru de leurs politiques. C’est une régression par rapport aux acquis de la décentralisation. Les préfets et les grandes collectivités se mettront autour d’une table pour déterminer comment les collectivités pourraient atteindre des objectifs fixés par l’État ».

### Art et culture
Yann Le Meur est aussi connu comme musicien traditionnel breton. Sonneur de bombarde, il est le créateur, en 1976 avec Michel Toutous, du festival du Printemps de Châteauneuf, centré autour d’un grand fest-deiz/fest-noz accueillant chaque année les sonneurs et chanteurs bretons les plus talentueux du moment. Le duo Le Meur-Toutous a été champion de Bretagne des sonneurs en couple de biniou-bombarde en 1986 puis lauréat du Trophée Per-Guillou en 1994. Dès 1976, le duo enregistre un album chez Arfolk, Biniou-Bombarde, avec le couple Baron-Anneix. Leurs compositions (gwerzioù, gavottes, suite de Bognol vras...) sont entrées dans l’histoire de la musique bretonne, jouées par de nombreux groupes de fest-noz. 
Yann Le Meur et son fils Goulc’hen ont créé en 2017 un WebDoc consacré au pays Dardoup (terroir de Châteauneuf-du-Faou). Ce site internet donne tout d’abord accès à un film, Kalon Dardoup, illustrant « la pratique et l’action culturelles bretonnes à Châteauneuf au XXe siècle »,. Le WebDoc propose aussi un ensemble de ressources documentaires fournies sous forme multimédia : vidéo, photo, audio, écrit. Un livret regroupant un certain nombre des écrits du site a été parallèlement publié, par Kendalc’h, et contient des éléments d’explication ou de réflexion sur la culture traditionnelle « La gavotte de la montagne noire ».
Attaché à la richesse de l’expression sociale en langue bretonne parlée, il a fondé dans les années 1980 le journal en breton parlé Kazetenn ar menez, ainsi que, avec René Richard, l’atelier de communication orale de Bretagne (« donner la parole à ceux qui ne l'ont pas »). Après l’ouverture des ondes aux radios locales, il décide de monter, avec René Richard et Gaby Kerdoncuff, une radio associative, non commerciale : Radio Kreiz Breizh commence à émettre en 1984. En 2010, il rédige un rapport d’orientation pour « une juste expression d’une identité bretonne rennaise ».
Yann Le Meur se consacre aussi à l’écriture. Il a publié Sonneur (éditions Coop Breizh, 2002), dont on trouve une édition en français et une seconde en breton (Soner, éditions  Al Lanv, 2009). En 2012, il publie un ouvrage consacré à neuf personnalités dont il a croisé les destins, parmi lesquels Youenn Gwernig, Les Ironies du destin : neuf vies (Coop Breizh). Il publie aussi des nouvelles, notamment dans la revue culturelle Hopala ! La Bretagne au monde à laquelle il collabore (Ramon Mestre de Vallibonna, Les financiers d’Hortense). En 2015, il publie un premier roman : Délivre-nous du mal. 
Il est également connu comme chroniqueur dans des revues bretonnes : Le contre-destin de Mona Sohier [Ozouf] (Hopala !). Une partie de ses chroniques touchant à la littérature ainsi qu’à l'expression culturelle traditionnelle, ou relevant de la philosophie politique, se retrouve dans un petit livre, Sur la braise, publié en septembre 2012 aux éditions des Montagnes noires (Coop Breizh).   
À la frontière entre les univers de l’économie, du droit, de la philosophie, de la géographie, de la littérature et du journalisme, l’ouvrage Libres Champs est publié en 2007 aux éditions Apogée sous la direction de Yann Le Meur. Il constitue le recueil des actes de la conférence anniversaire de la société Ressources Consultants Finances.